# Beatrix Tappeser

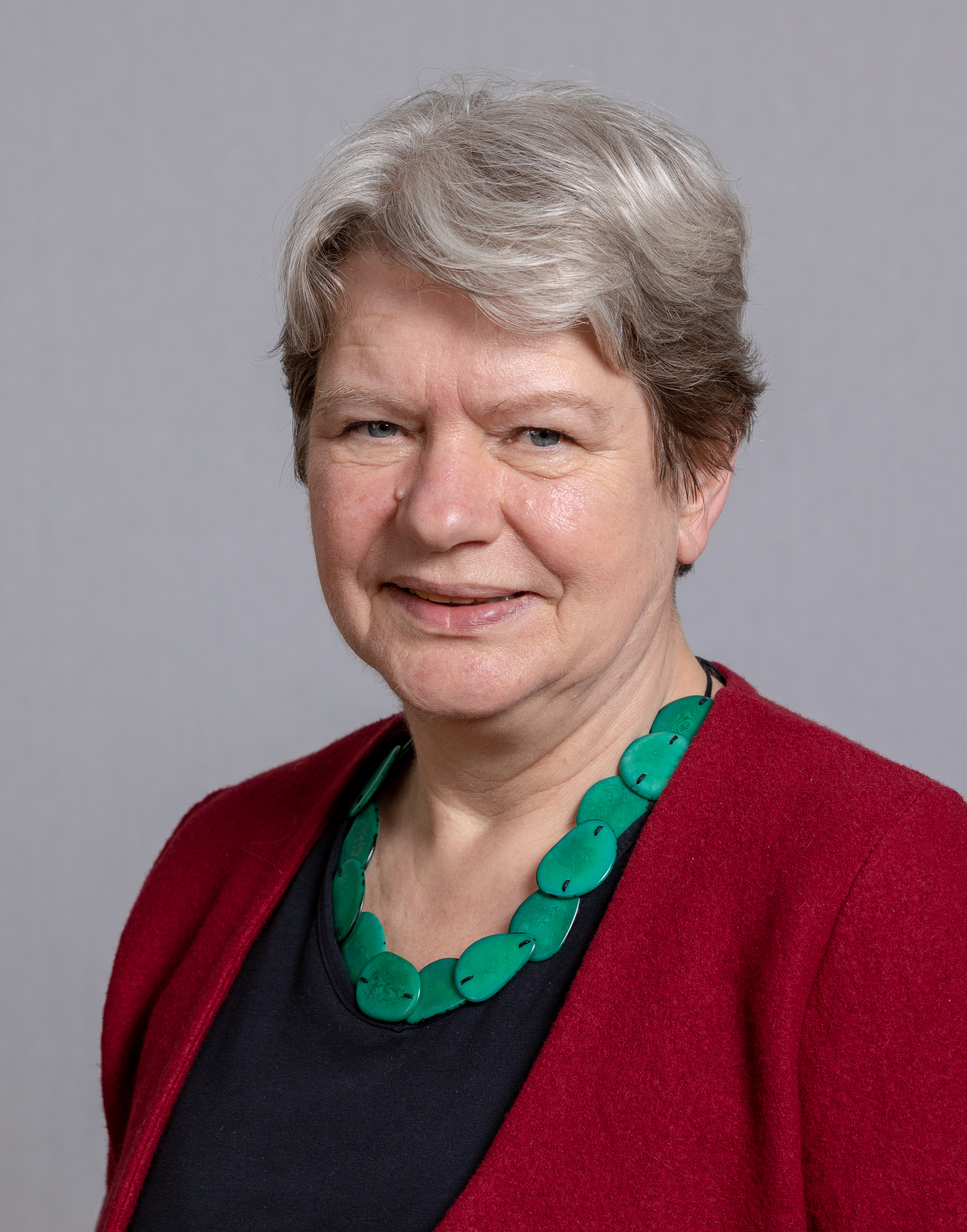
Beatrix Tappeser (2019)

Beatrix Tappeser (* 31. März 1954 in Essen) ist eine deutsche Biologin und Politikerin (Bündnis 90/Die Grünen). 

## Leben
Von 1972 bis 1982 studierte Tappeser an der Rheinischen Friedrich-Wilhelms-Universität Bonn. Sie legte ein Diplom in der Pflanzenphysiologie ab und promovierte Anfang 1982 zu dem Thema Vergleichende Untersuchungen der RNA-Polymerasen aus ruhenden und stimulierten Humanlymphocyten und Charakterisierung der RNA-Polymerasen aus Lymphocyten. 

## Wirken
Von 1982 bis Anfang 1985 war sie wissenschaftliche Mitarbeiterin am Institut für Molekularbiologie und Biochemie der FU Berlin, von 1985 bis 1987 war sie wissenschaftliche Mitarbeiterin der Bundestagsfraktion Bündnis 90/Die Grünen zur Begleitung der Enquete-Kommission „Chancen und Risiken der Gentechnik“. Sie war von 1999 bis 2004 Gemeinderatsmitglied in Freiburg im Breisgau.
Beatrix Tappeser begleitete das Freiburger Öko-Institut seit 1985 zunächst als ehrenamtliches Mitglied des Vorstands und dessen stellvertretende Vorsitzende. Seit April 1987 dann 17 Jahre als Koordinatorin des Forschungsbereichs „Biodiversität, Ernährung & Landwirtschaft“. Schwerpunkte waren vor allem die Risikoabschätzung der Nutzung der Gentechnik sowie die Entwicklung nachhaltiger Formen der Landnutzung. Unter anderem nahm sie von 1995 bis 2000 an den internationalen Verhandlungen zum Biosafety Protokoll teil.
Im Februar 2004 wechselte sie als Fachgebietsleiterin an das Bundesamt für Naturschutz nach Bonn.
Beatrix Tappeser ist seit 2001 Mitglied im Aufsichtsrat der GLS Bank.
Am 18. Januar 2014 wurde Tappeser auf Vorschlag von Bündnis 90/Die Grünen Hessen im Kabinett Bouffier II zur Staatssekretärin der Umweltministerin Priska Hinz im Hessischen Landesministerium für Umwelt, Klimaschutz, Landwirtschaft und Verbraucherschutz ernannt. Im Kabinett Bouffier III behielt sie dieses Amt bis zu ihrer Pensionierung im November 2019.
Im Oktober 2020 wurde Tappeser in den Bioökonomierat der Bundesregierung berufen und zu einer stellvertretenden Vorsitzenden gewählt.